# Henri Pourrat
Henri Pourrat (n. 7 mai 1887, Ambert, Auvergne, Franța – d. 16 iulie 1959, Ambert, Auvergne, Franța) a fost un scriitor francez care a câștigat Premiul Goncourt în 1941.

## Biografie
Născut în familia unui proprietar de magazin din Ambert, Pourrat a terminat școala secundară în 1904 și a plecat la Paris în anul următor, pentru a se pregăti pentru o carieră în agronomie la Școala Națională de Silvicultură din Nancy. Cu toate acestea, la scurt timp a contractat tuberculoză și a trebuit să se întoarcă acasă, rămânând mult timp țintuit la pat în liniște și tăcere. Când și-a revenit suficient, a început să parcurgă zilnic, pe orice vreme, dealurile și satele din jurul orașului Ambert.
În 1906-1909, Pourrat a publicat pe plan local, sub diverse pseudonime, povestiri extravagante în colaborare cu prietenul său apropiat Jean Angeli (1886-1915, pseudonim Jean L'Olagne) și alții. De asemenea, a scris poezii și articole despre dialectul local sau despre personalități marcante ale regiunii. În 1911 a început să colecteze și să publice poveștii și cântece populare, parțial sub îndrumarea etnografului francez Arnold van Gennep⁠(d) (1873-1957). Totuși, această asociere nu a durat mult, cei doi fiind prea diferiți în abordarea lor. Spre deosebire de van Gennep, Pourrat nu putea suporta să publice poveștile exact așa cum le primea de la povestitor.
Primul Război Mondial a izbucnit în iulie 1914, iar tinerii din regiune au dispărut curând. Neputând să li se alăture, Pourrat s-a simțit respins și umilit. Moartea lui Angeli (iunie 1915) l-a cufundat într-o „angoasă neagră”. Nu a putut decât să scrie articole și cântece în sprijinul soldaților din Auvergne. Regiunea Ambert a pierdut 2.500 de bărbați dintr-o populație totală de aproximativ 60.000 și, din grupul său de vârstă, Pourrat a supraviețuit aproape singur. A supraviețuit și gripei spaniole, cu care a fost țintuit la pat în noiembrie 1918. Cu trei luni mai devreme, un accident i-a ucis un frate mai mic, iar celălalt a murit în 1923 din cauza rănilor suferite ca prizonier de război.
În 1926, Pourrat a fost în cele din urmă declarat pe deplin vindecat. Catolic fervent, devotat țăranilor din regiunea sa, a devenit un apărător vocal al pământului. Primul Război Mondial nu făcuse decât să accelereze declinul mediului rural, iar Pourrat a îndemnat în diferite moduri la o întoarcere la pământ. După înfrângerea din 1940, guvernul Franței de la Vichy a adoptat această poziție – una împărtășită de mulți conservatori catolici – ca politică oficială. Sprijinul elocvent și foarte public al lui Pourrat pentru această politică și pentru regim i-a cauzat probleme la sfârșitul războiului și după aceea, când asocierea cu Vichy i-a pus pe mulți în pericol. Cu toate acestea, dificultățile au trecut.
După aceea, Pourrat s-a orientat mai presus de toate către ceea ce el considera opera sa de viață: Le Trésor des Contes (Tezaurul poveștilor), o colecție de peste 1.000 de basme populare adunate de-a lungul deceniilor din regiunea din jurul orașului Ambert. El a înțeles-o ca pe un compendiu al memoriei țărănești din Auvergne. Colecția completă a apărut mai întâi în treisprezece volume (editura Gallimard, 1948–1962); apoi într-o ediție în șapte volume, reorganizată tematic (editura Gallimard 1977–1986); și în final în două volume compacte (Omnibus, 2009).

## Cariera literară
Pourrat a publicat aproximativ 100 de lucrări, de la Sur la colline ronde (Pe dealul rotund, 1912, semnate împreună cu Jean l'Olagne) până la Histoire des gens dans les montagnes du Centre (O istorie a oamenilor din Munții Centrali, 1959, anul morții sale). Mai multe au apărut postum. Romane, eseuri, studii istorice, basme populare și, în ultimii săi ani, lucrări de devoțiune catolică au curs din condeiul lui. În 1928 a primit Legiunea de Onoare și un doctorat onorific de la Trinity College Dublin⁠(d).
Pourrat a devenit cunoscut pe plan literar național cu Les vaillances, farces et aventures de Gaspard des montagnes (Faptele mărețe, farsele și aventurile lui Gaspard din munți), un roman în patru volume țesut din basmele populare culese de el și prezentate ca și cum ar fi fost povestite seară de seară de o singură bătrână. În 1921, primul volum a câștigat premiul literar acordat de un important cotidian parizian, iar în 1931 Academia Franceză a acordat lucrării întregi Grand Prix du Roman. Pourrat a numit-o „un fel de roman epic din Auvergne de acum o sută de ani, bazat pe tradiție”. În total, Pourrat a primit cinci premii din partea Academiei, ultimul fiind Premiul Gustave Le Métais-Larivière (1957) pentru ansamblul operei sale. În 1941, un alt premiu important, venerabilul Prix Goncourt, a onorat Vent de mars (Vântul de martie), un volum de eseuri și reflecții despre situația dificilă a țărănimii franceze.
Pourrat s-a împrietenit și a corespondat cu multe personalități literare distinse, printre care Francis Jammes, Alexandre Vialatte, Lucien Gachon, Jean Paulhan, Jean Giono, Claude Dravaine, Charles-Ferdinand Ramuz⁠(d) și Valery Larbaud. O parte din această corespondență voluminoasă a fost publicată, mai ales cea cu Vialatte și cu Paulhan.

## Lucrări reprezentative
Afișat anul publicării inițiale. Mulți au ediții ulterioare.
- Sur la colline ronde, cu Jean l'Olagne (1912)
- Les vaillances, fars et aventures de Gaspard des montagnes (1922–1931, 4 vol.)
- Les jardins sauvages (1923)
- Le mauvais garçon (1925)
- Dans l'herbe des trois vallées (1927)
- Ceux d'Auvergne (1928)
- La ligne verte (1929)
- Les sorcieri du canton (1933)
- Monts et merveilles (1934)
- Toucher terre (1936)
- Le Secret des Compagnons (1937)
- La Porte du verger (1938)
- Georges sau les zilele d'Avril (1940)
- L'Homme à la bêche (1940)
- Vent de mars (1941)
- Le Chef français (1942)
- Sully et sa grande passion (1942)
- Le Blé de Noël (1943)
- La Maison-Dieu (1944)
- La Bienheureuse Passion (1946)
- Histoire fidèle de la bête en Gévaudan (1946)
- Le Trésor des contes (1948-1962, 13 voi. )
- L'école Buissonnière (1949)
- Le chasseur de la nuit (1951)
- Les Saints de France (1951)
- L'Exorciste (1954)
- Histoire des gens dans les montagnes du Centre (1959)

## Traduceri
- Mary Mian, A Treasury of French Tales, Houghton Mifflin, 1954.
- Royall Tyler, Povești populare franceze, Pantheon, 1989 (105 basme).
- Royall Tyler, Henri Pourrat și Le Trésor des Contes, Blue-Tongue Books, 2020 (o introducere extinsă la Pourrat, cu 81 de povești).

## Moștenire
- În 1974-1975, fiul și fiica lui Pourrat au fondat Centrul Henri Pourrat din Clermont-Ferrand donând bibliotecii municipale și interuniversitare a orașului manuscrisele tatălui lor, dosarele de notițe, corespondența (peste 20.000 de scrisori) și biblioteca personală.
- Filmul Gaspard des montagnes, regizat de Claude Santelli, a fost lansat în 1968.
- Filmul Chasseur de la nuit, regizat de Jacques Santamaria, a fost lansat în 1993.
- Société des amis d'Henri Pourrat (Societatea prietenilor lui Henri Pourrat), fondată în 1982, este dedicată promovării cunoașterii și studiului academic al operei lui Pourrat.